# Exakta

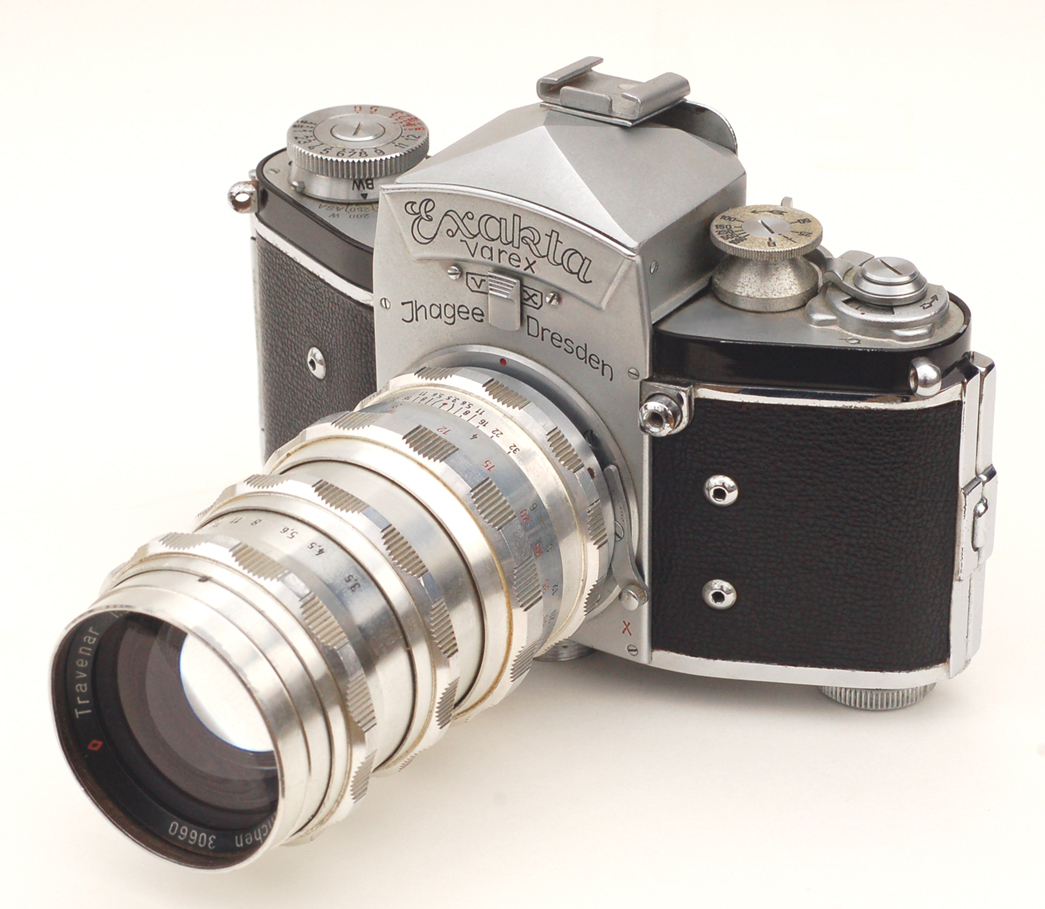
Exakta Varex VX, (ugróblende nélküli objektív, közgyűrűkkel)

Az Exakta egy egyaknás tükörreflexes fényképezőgép-család; az 1912-ben Drezdában alapított Ihagee (Industrie und Handels-Gesellschaft mbH) csúcsminőségű kameráinak közös családneve, amely a cégnév kezdőbetűinek („IHG”) német kiejtéséből ered.
Az Ihagee objektívet nem készített, azokat különféle gyártó cégektől szerezte be: Zeiss, Meyer, Schneider, Angenieux, Kilfitt, Schaht, Astro.
Az Ihagee sok területen volt első:
kétféle zárral felszerelt fényképezőgép (VP Exakta, központi- és redőnyzárral; modern tükörreflexes gép; ugróblendés, cserélhető objektíves gép; cserélhető prizmás tükörreflexes gép; modern, kisfilmes gép (Kine Exakta); nagy fényerejű tükörreflexes gépek (Nacht Reflex, Nacht Exakta), belépő szintű tükörreflexes gépek (Plan-Paff, Roll-Paff); gazdag tartozékkínálat; TTL fénymérő.
A csúcsgép az Exakta Varex, ami még az ezredfordulót követően is keresett kisfilmes kamera.
Az Exa sorozat a Varex-családon belüli kistestvér, de felszerelhetőségében a nagy testvér kiegészítőinek fogadására alkalmas (azonos objektív-bajonett, pentaprizma, keresőakna, közgyűrűk stb). Az Exa sorozatot 1950-től, kisebb fejlesztési változatokban 1992-ig szinte változatlan formában gyártották (a haladó fotóamatőrök egyik kedvelt géptípusa volt).

## Típusok
- 127 roll-film:
- VP Exakta A
- VP Exakta B
- VP Exakta C
- VP Exakta Junior
- VP Exakta Night

- 120 roll-film:
- Exakta 6x6 (VP shape)
- Exakta 6x6 (upright shape)

- 135 kisfilmes (ún. Leica-, vagy 24x36-os, "small-format"):
- Kine Exakta
- Kine Exakta II
- Exakta Varex
- Exakta Varex VX
- Exakta Varex (VX) IIa
- Exakta Varex (VX) IIb
- Exakta VX500
- Exakta VX1000

- 135 small-format:
- Exa
- Exa I
- Exa Ib
- Exa Ic
- Exa II
- Exa IIa
- Exa IIb
- Exa 500
- Exakta 500
- VX 100
- VX 200